# Býčkovice
Býčkovice (en allemand : Pitschkowitz) est une commune du district de Litoměřice, dans la région d'Ústí nad Labem, en République tchèque. Sa population s'élevait à 307 habitants en 2021.

## Géographie
Býčkovice se trouve à 7 km au nord-est de Litoměřice, à 16 km au sud-est d'Ústí nad Labem et à 57 km au nord-ouest de Prague.
La commune est limitée par Třebušín au nord, par Liběšice à l'est, par Křešice au sud et par Trnovany à l'ouest.

## Histoire
La première mention écrite du village date de 1197.

## Administration
La commune se compose de deux quartiers :
- Býčkovice
- Velký Újezd

## Galerie

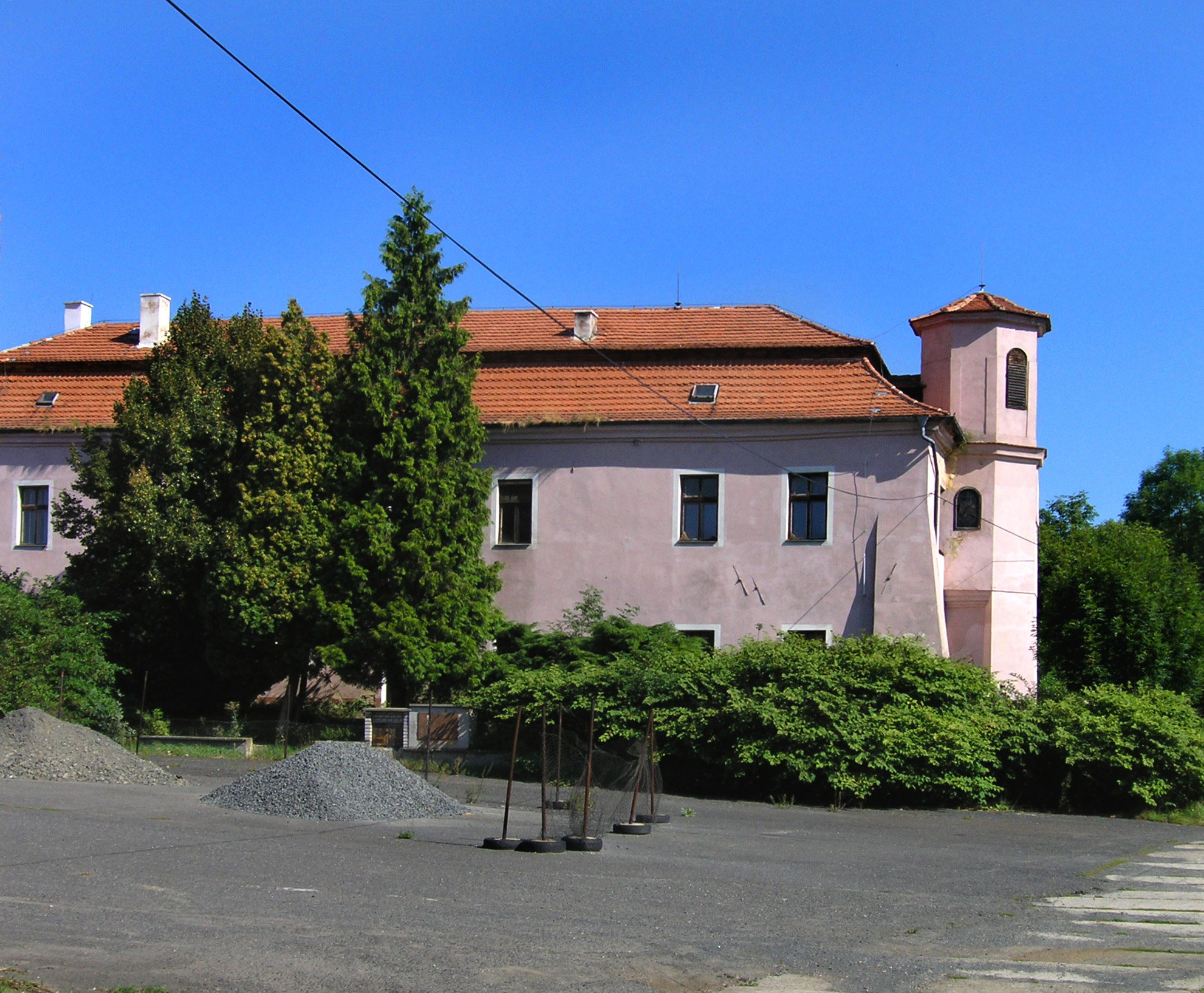
Château de Velký Újezd.
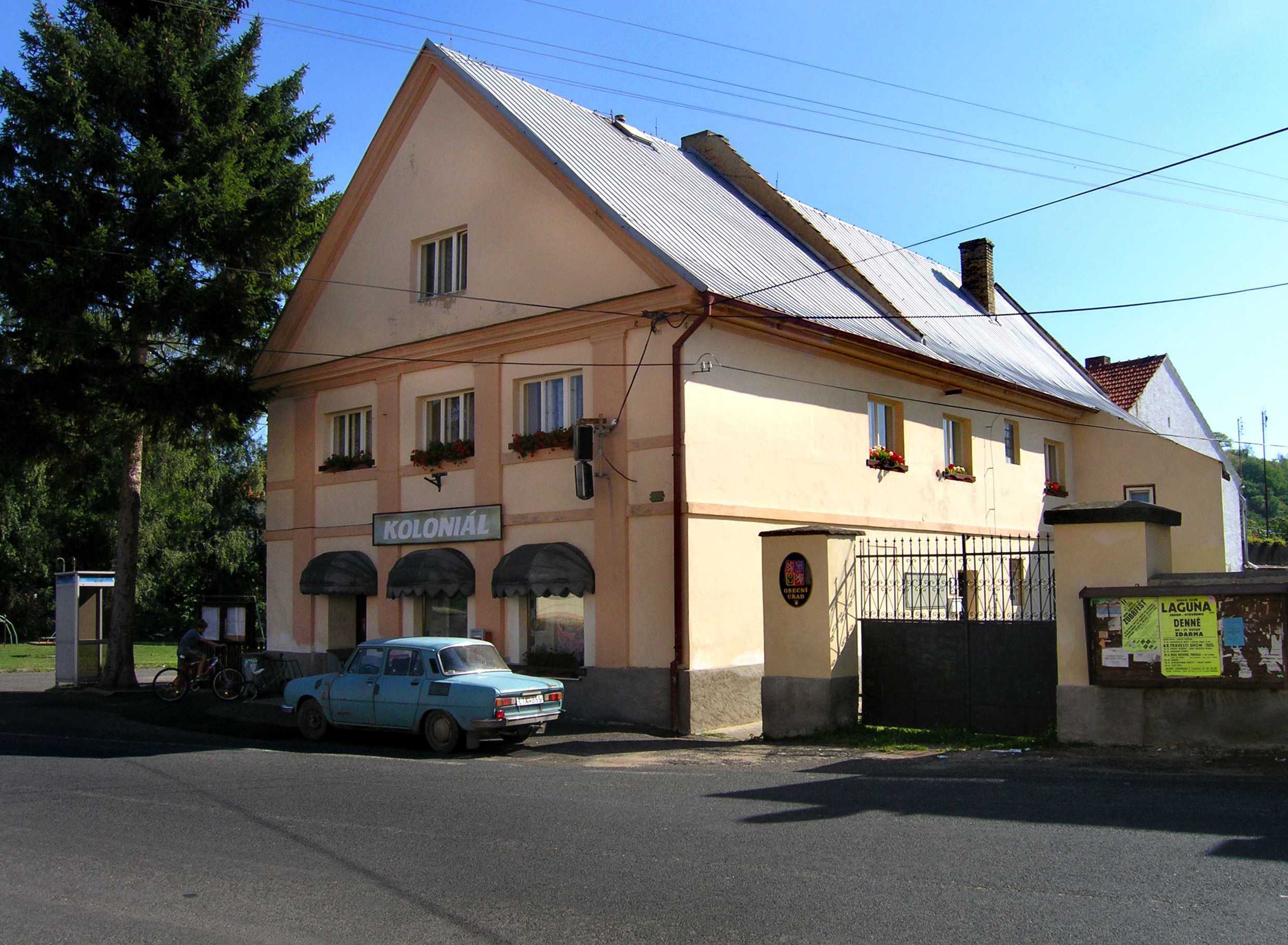
Býčkovice : la mairie.

## Transports
Par la route, Býčkovice se trouve à 7 km de Litoměřice, à 24 km d'Ústí nad Labem et à 71 km de Prague.